# نانسي كروز
نانسي كروز (بالإنجليزية: Nancy Kruse)‏ هي مخرجة الإنيمايشن ومخرجة أمريكية، ولدت في 26 أغسطس 1965.

## وصلات خارجية
- نانسي كروز على موقع IMDb (الإنجليزية)
- نانسي كروز على موقع قاعدة بيانات الفيلم (الإنجليزية)